# Aborto en India
El aborto en la India, referido al aborto inducido aborto inducido o interrupción voluntaria del embarazo es libre, a petición de la mujer y hasta las 7 semanas, desde el año 1971. En 2020, una Alta Corte de la India dictaminó que la mujer menor de edad puede interrumpir su embarazo si ha sido víctima de violación, después del límite establecido en la Ley de 1972.

## Ley de 1972
De acuerdo con la legislación de la República de la India la práctica del aborto inducido debe hacerse por médicos calificados, en condiciones sanitarias idóneas, y siempre en clínicas autorizadas o en hospitales públicos. La legislación que autoriza la interrupción voluntaria del embarazo (Ley de Interrupción Médica del Embarazo - en inglés Medical Termination of Pregnancy, Act N.º 34) fue promulgada por el Parlamento de la India el 10 de agosto de 1971. La Ley entró en vigor el 1 de abril de 1972 y ha sido modificada una sola vez, en 1975. La ley establece por tanto, las condiciones bajo las que puede practicarse el aborto, quién lo puede hacer y en dónde.

## Sentencia de 2020
La Corte Superior de Rayastán emitió una sentencia en mayo de 2020 determinando que el derecho reproductivo de la mujer prevalece sobre la expectativa de nacer de la criatura. Con este razonamiento, determinó que una mujer embarazada que es menor de edad, puede practicarse un aborto sin consecuencias legales, incluso después del límite de siete semanas que establece la Ley, cuando ha sido víctima de abuso sexual o violación. Al haber pasado el límite legal, la peticionaria debe solicitar autorización judicial, para lo cual el Servicio Legal del Distrito debe proveerle asistencia legal.

## Indicaciones para el aborto médico temprano

### Condiciones generales que deben cumplirse
Todas las mujeres que acuden a un centro de salud para practicar una interrupción del embarazo deben no superar las 7 semanas de período de gestación (49 días a partir del primer día del último período menstrual en mujeres con ciclos regulares de 28 días) además de evaluarse que cumple una serie de requisitos:
- Situación psicológica de la mujer y aceptación de un mínimo de tres visitas de seguimiento.
- Autorización para aborto quirúrgico si se produce el sangrado excesivo u otras complicaciones ante el aborto por medicamentos.
- Apoyo afectivo suficiente.
- En menores, permiso del tutor, según la Ley de 1972.
- Condiciones adecuadas de atención sanitarias.

## Elección del método

### Práctica del aborto con medicamentos o médico
Solo médicos autorizados, según lo prescrito por la Ley de 1972, están autorizados para prescribir mifepristona con misoprostol para el aborto médico (según indica el Artículo 2.d y Artículo 3 de la Ley de 1972).
La práctica del aborto médico o con medicamentos incluye la atención primaria de salud, clínica u hospital según sea necesario. El estudio diagnóstico inicial, el asesoramiento, la prescripción y la administración puede realizase en una clínica o en una sala de consulta. Existen servicios de emergencia las 24 horas del día para hacer un seguimiento sanitario adecuado.

### Elección entre aborto médico y aborto quirúrgico
- La aspiración (evacuación por succión) es el método más común para la terminación de los embarazos precoces. Sin embargo, al ser una técnica quirúrgica, se asocia con riesgos de infección, perforación del útero, aborto incompleto y el procedimiento posterior a la formación de sinequias uterinas (síndrome de Asherman).
- El éxito de aborto con medicamentos depende de múltiples factores, incluyendo el régimen utilizado, posología, vía de administración y la edad gestacional.
- La mifepristona con misoprostol son los fármacos de referencia en embarazos de hasta 7 semanas.
- El aborto quirúrgico es preferible si el paciente desea la ligadura de trompas -ya que puede practicarse en la misma intervención-.
- Si una mujer cumple los criterios para la selección de cualquiera de los métodos, la elección definitiva será escogida por la mujer.

### Contraindicaciones para el aborto médico
Para los casos en que una mujer embarazada tiene una enfermedad médica seria y la continuación del embarazo pueda poner en peligro su vida, La Ley de 1972 sobre la interrupción médica del embarazo establece pautas claras en las que está contraindicado el aborto con medicamentos.

#### Contraindicaciones de carácter con medicamentos
- Fumadoras mayores de 35 años.
- Anemia - hemoglobina menor de 8 g%
- Sospecha -se debe confirmar- de embarazo ectópico o masa anexial no diagnosticada.
- Coagulopatía o tratamiento con anticoagulantes.
- Insuficiencia suprarrenal crónica o medicación con corticosteroides sistémicos.
- Hipertensión no controlada con presión arterial mayor 160/100mmHg
- Existencia de enfermedades cardiovasculares como la angina de pecho, enfermedad valvular, arritmias
- Enfermedad severa renal, hepática o enfermedades respiratorias.
- Glaucoma.
- Epilepsia no controlada.
- Alergia o intolerancia a la mifepristona / misoprostol u otras prostaglandinas
- Falta de acceso a servicios médico de emergencia las 24 horas.

#### Contraindicaciones de carácter psicosocial
- Mujeres que no pueden asumir la responsabilidad de la decisión.
- Mujeres con ansiedad o que quieren aborto rápido.
- Existencia de barreras idiomáticas o de comprensión.
- No estar dispuesta para el aborto quirúrgico en caso de fallo del aborto con medicamentos.

## Número de abortos y muertes de mujeres
Las cifras son muy dispares. De acuerdo con el Consorcio Nacional de Consenso de Aborto con Medicamentos en la India, cada año se realiza un promedio de alrededor de 11 millones de abortos, alrededor de 20.000 mujeres mueren cada año debido a complicaciones relacionadas con el aborto. La mayoría de estas muertes maternas son provocadas la práctica del aborto ilegal, que se lleva a cabo en condiciones sanitarias inadecuadas y por personal no cualificado.

### Aborto selectivo por sexo y exámenes prenatales
En la República de la India, realizar o hacerse exámenes prenatales, incluyendo los análisis por ultrasonidos -cuando se realizan únicamente para determinar el sexo del feto- está penalizado por ley desde 1994. Una modificación del año 2002, endureció las sanciones: hasta tres años de cárcel y multa de 10 000 rupias por la primera denuncia y 50.000 por la segunda y siguientes. Esto se debe principalmente a la prevalencia del feticidio femenino, producto del diagnóstico prenatal.